# Harmon Northrop Morse
Harmon Northrop Morse (Cambridge, 15 oktober 1848 – Chebeague, 8 september 1920) was een Amerikaans chemicus. Tegenwoordig staat hij bekend als de eerste die paracetamol heeft gesynthetiseerd, maar deze stof werd pas decennia na de dood van Morse op grote schaal als medicijn gebruikt. In de eerste helft van de 20e eeuw was hij vooral bekend om zijn studie van osmotische druk, waarvoor hij in 1916 de Avogadro-medaille ontving. De morse-vergelijking voor het schatten van osmotische druk is naar hem vernoemd.

## Leven en carrière
De vroegste Amerikaanse voorouder van Harmon Northrop Morse was John Morse, die in 1639 uit Engeland kwam en zich in New Haven vestigde. Zijn vader, Harmon Morse, was een puriteinse boer en een voorstander van hard werken, weinig vakanties en weinig scholing. Hij beschouwde alle vormen van recreatie als verwerpelijk. Northrop's moeder stierf op jonge leeftijd en liet Northrop, zijn broer Anson en zijn zus Delia achter.
Dankzij een schenking van zijn grootmoeder studeerde Northrop Morse scheikunde aan het Amherst College, waar hij in 1869 naar toe ging en in 1873 afstudeerde. Hij vervolgde zijn studie in Duitsland en behaalde een doctoraat in de scheikunde met een minor in mineralogie aan de Universiteit van Göttingen. in 1875. Tijdens Morse's tijd daar was Friedrich Wöhler officieel met pensioen gegaan, en Morse's scriptieadviseur en hoofd van het laboratorium was Hans Hübner. Niettemin bracht Wöhler af en toe een deel van zijn tijd in het laboratorium door en een paar favoriete studenten, meestal Amerikanen, kregen het voorrecht met hem samen te werken. Hübner was een organisch chemicus, dus Morse's eerste werk was in dat gebied, maar later zou Morse werken in wat nu bekend staat als fysische chemie.
Morse keerde in 1875 terug naar de Verenigde Staten en kreeg een assistentschap bij Amherst. Daar werkte hij een jaar onder Harris en Emerson. Toen Johns Hopkins University in 1876 werd geopend, verhuisde Morse daarheen als medewerker van Ira Remsen, mede dankzij een aanbevelingsbrief van Emerson. Remsen en Morse begonnen samen het scheikundelaboratorium in Johns Hopkins, en Morse's ervaring uit Duitsland bleek zeer waardevol, aangezien de Amerikaanse scheikundeschool op dat moment minder ontwikkeld was. Morse werd officieel universitair hoofddocent in 1883, hoogleraar anorganische en analytische chemie in 1892 en directeur van het chemisch laboratorium in 1908. Hij ging met pensioen in 1916.
Morse trouwde twee keer en kreeg vier kinderen: een dochter en drie zonen. Zijn tweede vrouw, Elizabet Dennis Clark, hielp hem bij het voorbereiden van artikelen voor publicatie. Na zijn pensionering raakte Morse behoorlijk teruggetrokken, verliet hij zelden zijn huis en ging zijn gezondheid achteruit. Hij stierf tijdens zijn jaarlijkse vakantie op Chebeague Island, Maine, een plaats die hij vaak bezocht. Hij werd begraven in Amherst, waar hij ook een zomerhuis had. In zijn overlijdensbericht herinnert Remsen zich Morse als "stil en niet opzettelijk".

## Wetenschappelijke erfenis
Hoewel Johns Hopkins vanaf het begin een onderzoeksuniversiteit was, werden de beginjaren van de scheikunde-afdeling gekenmerkt door een gebrek aan studenten en apparatuur. Morse was aanvankelijk ontmoedigd en bracht het grootste deel van zijn tijd door met lesgeven. Rond de eeuwwisseling publiceerde Morse een serie artikelen over de bereiding van permangaanzuur. Dit bracht hem ertoe de osmotische druk te bestuderen. In de eerste helft van de 20e eeuw werd de naam Morse vooral geassocieerd met zijn werk op dit gebied. Met de hulp van een subsidie van de Carnegie Institution of Washington publiceerde hij een rapport getiteld The Osmotic Pressure of A Waterige Solutions, waarin het werk dat hij tussen 1899 en 1913 uitvoerde, werd samengevat. Voor dit werk ontving hij de Avogadro-medaille van de Academie van Wetenschappen van Turijn (Academia della Scienze di Turino) - de Piemontese academie waarvan Avogadro lid was. De medaille was een unieke prijs die werd uitgereikt op de honderdste verjaardag van de wet van Avogadro.
In 1887 publiceerde Jacobus Henricus van 't Hoff zijn historische paper over de analogie tussen gasdruk en de osmotische druk van oplossingen, waarvoor hij de eerste Nobelprijs voor scheikunde won. Hij leidde een analoog af van de wet van Gay-Lussac voor de afhankelijkheid van de osmotische druk van de absolute temperatuur. Van 't Hoff ontleende zijn analogie op basis van gegevens uit experimenten die Wilhelm Pfeffer, een professor in de botanie, een decennium eerder had gepubliceerd onder de titel 'Osmotische Untersuchungen '- een verslag van zijn pogingen om osmotische druk te meten door middel van poreuze cellen met een semi-permeabel membraan bestaande uit koper (II) -hexacyanoferraat (II). Nadat de theorie van van 't Hoff was gepubliceerd, hadden onderzoekers moeite om de metingen van Pfeffer te repliceren, vooral omdat ze geen kleicellen van geschikte kwaliteit konden vinden of maken om het semipermeabele membraan te ondersteunen, een probleem dat ook Pfeffer had getroffen. Bovendien toonde Morse aan dat de cellen van Pfeffer lek waren bij hoge druk.
Morse's belangrijkste experimentele bijdrage was een elektrolytische methode voor het afzetten van semi-permeabele membranen. Deze technologische vooruitgang maakte de verificatie en correctie van de theorie van van 't Hoff mogelijk. In een moderne formulering stelt de vergelijking van van 't Hoff dat ΠV = nRT, waarbij Π de osmotische druk is, V het volume van de oplossing is, n het aantal mol van de opgeloste stof , R de gasconstante en T de absolute temperatuur (vergelijk met de ideale gaswet ). Deze vergelijking kan ook worden geschreven als Π = cRT, waarbij c = n / V de molariteit (mol / m 3 ) van de oplossing is. Morse toonde experimenteel aan dat Π = bRT , waarbij b de molaliteit (mol / kg) is, een betere benadering geeft van de osmotische druk. Deze laatste vergelijking is naar hem vernoemd. Met behulp van deze vergelijkingen kan men de molaire massa van opgeloste stoffen uit de osmotische drukgegevens berekenen.
- Bibsys: 12009823
- Biblioteca Nacional de España: XX1372924
- Gemeinsame Normdatei: 1055137742
- International Standard Name Identifier: 0000 0001 2328 100X
- Library of Congress Control Number: no2011114709
- Mathematics Genealogy Project: 242101
- Nederlandse Thesaurus van Auteursnamen: 262228912
- Réseau des bibliothèques de Suisse occidentale: 02-A003611534
- SNAC: w68p67c9
- Système universitaire de documentation: 169045226
- Virtual International Authority File: 69295719
- WorldCat: E39PBJp9mTjqbtvfX4Bjh6fjG3